# Diskrete Untergruppe
In der Mathematik spielen diskrete Untergruppen topologischer Gruppen eine wichtige Rolle in Topologie, Differentialgeometrie und Theorie der Lie-Gruppen.

## Definition
Sei {\displaystyle G} eine topologische Gruppe. Eine Untergruppe {\displaystyle \Gamma } heißt diskret, wenn die induzierte Unterraumtopologie die diskrete Topologie ist, also alle Elemente isoliert sind: in einer hinreichend kleinen Umgebung eines beliebigen Elements {\displaystyle \gamma \in \Gamma } liegen keine weiteren Elemente von {\displaystyle \Gamma }.
Eine Darstellung {\displaystyle \rho \colon \Gamma \to GL(n,\mathbb {C} )} einer (abstrakten) Gruppe {\displaystyle \Gamma } heißt diskret, wenn das Bild {\displaystyle \rho (\Gamma )} eine diskrete Untergruppe von {\displaystyle GL(n,\mathbb {C} )} ist.

## Beispiele
- {\displaystyle \mathbb {Z} \subset \mathbb {R} } ist eine diskrete Untergruppe
- {\displaystyle \mathbb {Z} \subset \mathbb {C} } ist eine diskrete Untergruppe
- {\displaystyle \mathbb {Q} \subset \mathbb {C} } ist keine diskrete Untergruppe
- {\displaystyle GL(n,\mathbb {Z} )\subset GL(n,\mathbb {R} )} ist eine diskrete Untergruppe

## Eigenschaften
Eine diskrete Untergruppe einer Hausdorffschen topologischen Gruppe ist stets abgeschlossen.

## Gitter
Sei {\displaystyle G} eine lokalkompakte {\displaystyle \sigma }-kompakte topologische Gruppe, {\displaystyle \pi \colon G\rightarrow \Gamma \backslash G} die Projektion und {\displaystyle \mu } das (bis auf einen konstanten Faktor eindeutige) Haarmaß. Für eine diskrete Untergruppe {\displaystyle \Gamma \subset G} erzeugt das Haarmaß {\displaystyle \mu } ein wohldefiniertes Maß {\displaystyle \mu _{\Gamma }} auf {\displaystyle \Gamma \backslash G} wie folgt: für alle Mengen {\displaystyle A\subset G} mit {\displaystyle A\cap \gamma A=\emptyset \forall \gamma \in \Gamma -\left\{e\right\}} definieren wir {\displaystyle \mu _{\Gamma }(\pi (A))=\mu (A)}.
Ein Gitter ist eine diskrete Untergruppe {\displaystyle \Gamma \subset G}, für die es einen Fundamentalbereich endlichen Volumens gibt, oder äquivalent: für die der Quotientenraum {\displaystyle \Gamma \backslash G} endliches Volumen (bzgl. des Haarmaßes) hat.
Das Gitter heißt uniform oder kokompakt, wenn {\displaystyle \Gamma \backslash G} kompakt ist.
Ein Gitter {\displaystyle \Gamma \subset G} heißt reduzibel, wenn sich {\displaystyle G} als direktes Produkt {\displaystyle G=G_{1}\times G_{2}} zerlegen lässt, so dass es Gitter {\displaystyle \Gamma _{1}\subset G_{1},\Gamma _{2}\subset G_{2}} gibt, für die {\displaystyle \Gamma _{1}\times \Gamma _{2}} eine Untergruppe von endlichem Index in {\displaystyle \Gamma } ist. Insbesondere ist {\displaystyle \Gamma } dann kein irreduzibles Gitter.